# Ямпіль
Я́мпіль (МФА: [ˈjɑmpilʲ] ( прослухати)) — місто в Україні, в Могилів-Подільському районі Вінницької області. Розташоване в яру на лівому березі річки Дністер. Відстань до Вінниці — 140 кілометрів. Населення — 10,421 тис. осіб (дані на січень 2022 року).
Розміщене на кордоні з Молдовою, історично відноситься до Східного Поділля. Тут діє міжнародний поромний пункт пропуску через державний кордон Ямпіль — Косеуць.

## Історія

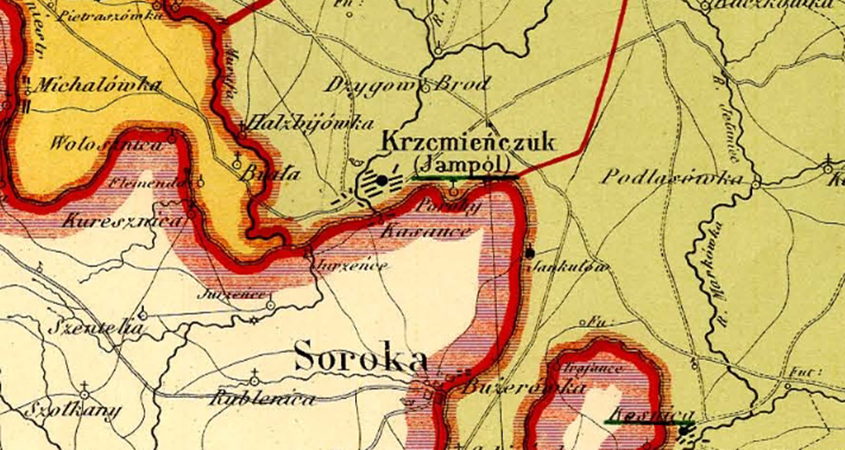
Фрагмент польської історичної карти кінця 19 століття. Населений пункт на місці Ямполя називається Кременчук. Історик Сергій Бурковський пояснює, що для створення цієї карти використовувались джерела карти 15 і 16 століть, а там могли вказати вже застарілий на той час топонім

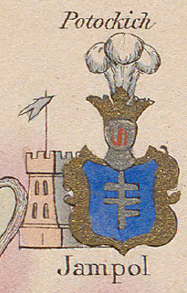
Ямпіль на мапі Зигмунда Герстмана

Місцевий краєзнавець Віталій Петровський у 1990-х роках писав, що перша офіційна згадка про Ямпіль датована 1580 роком. Місцевий історик Сергій Борсуковський вважає, що до цього місто могло мати іншу назву. Є польські старовинні карти, де населений пункт на місці Ямполя називається Кременчук. А поряд із ним позначені сусідні села Гальжбіївка, Біла і молдовське місто Сороки.
Вважається, що місто засноване великим коронним гетьманом Яном Замойським (1541—1605) i назване за його іменем. Досить ймовірно, що коли він на сеймі 1597 р., в рамках підготовки до великої війни з Туреччиною у складі Християнської ліги держав, говорив про потребу будівництва нових фортець на Дністрі, то мав на увазі передусім Ямпіль. Бо це місце над річковими порогами - схоже за функціями з пізнішим Кодаком на Дніпрі.
Відомий з XVI століття як містечко Брацлавського воєводства з жвавою торгівлею.
Під час Хмельниччини місто якийсь час було під контролем повстанців. Під час несподіваного для повстанців та міщан нападу коронного війська взимку 1651 року було ними взяте; загинули близько 6000 козаків та волохів. Місто було зруйноване загоном війська Речі Посполитої під командуванням брацлавського воєводи Станіслава Лянцкоронського.

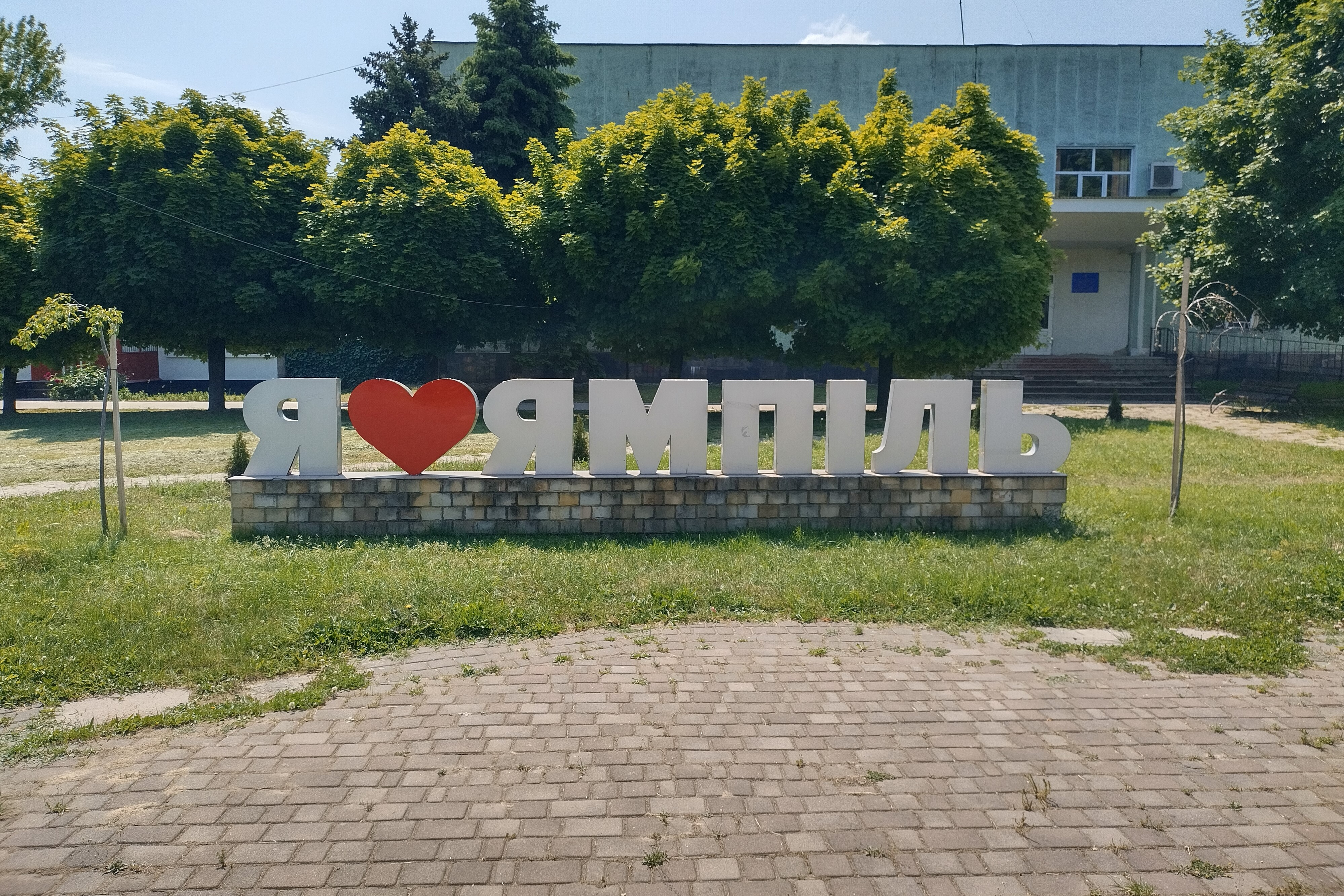
Арт-об'єкт «Я кохаю Ямпіль»

З початку XVIII століття належав польським магнатам Потоцьким. Вони побудували пристань і склади для товарів, як доставлялися Дністром з Чорного моря.
У 1795 році місто увійшло до складу Російської імперії. З 1797 року Ямпіль став повітовим містом Ямпільського повіту Подільської губернії. 1798 року повітові установи перевели у містечко Цекинівку, проте у 1804 році повернуті в Ямпіль.
В 1896 році Ямпіль був одним з бідніших повітових міст Подільської губернії, більше схожий на село. 910 дворів, 6 135 меш. (3078 чол. і 3057 жін.); православних — 4 134, католиків — 205, лютеран — 1, євреїв — 1 795; міщан — 3 878, селян — 1 737, військових у відставці — 237, дворян — 168, купців — 35, іноземців — 26. 2 православні церкви і 1 католицька; 4 кам'яні синагоги, 255 кам'яних і 962 дерев'яних будинки, 70 кам'яних і 365 дерев'яних будівель.
У другій половині XIX століття в Ямполі з'явилися дрібні підприємства, але питома вага їх була незначна. На початку XX століття заселена територія Ямполя становила 450 десятин. Тут було 27 незабрукованих вулиць і 5 майданів. Містечко освітлювалось лише 62 гасовими ліхтарями. Ямпіль вважався одним із найбідніших повітових міст Подільської губернії.
З березня 1917 року (після Лютневої революції в Росії) на території району влада переходить із рук у руки, а саме: Центральна Рада, Гетьманат, Директорія, Радянська влада, яка остаточно утвердилася в районі у січні-лютому 1921 року.
У 1920 році діяло споживче товариство, з 1921 року в Ямполі виникла перша промислова артіль «Пролетар». За кілька років у Ямполі виникло 11 кооперативних об'єднань, переважно виноградарських. Будували й державні підприємства.
У 1924 р. Ямпіль став селищем міського типу. Також у лютому 1924 р. Ямпіль став місцем дислокації 21-го прикордонного загону ОДПУ УРСР.
В 1926 році в селищі діяли три електростанції, масло- та плодоконсервний заводи, млинокомбінат, хлібоприймальний пункт, артіль побутового обслуговування. В зазначений період Ямпіль був повітовим містом, а з 1932 року став районним центром.
21 липня 1941 р. місто Ямпіль було окуповане німецько-румунськими військами і ямпільщина була перетворена у так званий Джугастрянський повіт. Протягом 17-20 березня 1944 р. місто звільнено військами 2-го Українського фронту.

### Герб міста

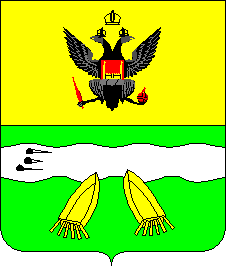
Герб 1796 року

Після приєднання краю до Російської імперії, було розроблено герб міста у традиціях «масової герботворчості» й затверджено 22 січня 1796 року, разом з гербами інших міст Брацлавщини. В описі відзнаки докладно пояснювалися її емблеми: «У верхній частині щита герб Брацлавський. У нижній на зеленому тлі зображено срібну річку, що тече ліворуч, на якій з правого боку показано частину порогів; на березі, у нижній частині щита, видно з боку корми двоє суден з підпорами, що будуються, на знак того, що місто се стоїть нижче від порогів на річці Дністер, яка вже не має тут перешкод до вільної плавби і є зручною для влаштування тут корабельні».
Переглянувши 1860 року ямпільський герб, російський герольдмейстер Бернгард Карл фон Кене, визнав порушенням геральдичних правил зображення у ньому «ландшафту», тобто річки з порогами та берегом, і запропонував свій проєкт відзнаки: «Щит розділений сріблом і зеленню, і посередині його корабель із зеленою верхньою частиною й срібною нижньою. У вільному куті герб Подільської губернії. Щит увінчано срібною міською короною з трьома зубцями й обрамлено двома золотими колосками, з'єднаними Олександрівською стрічкою». Зміст і навіть кольорову гаму свого проєкту Кене запозичив з давнішого герба міста.
22 жовтня 1985 року було затверджено новий герб міста, який використовується і досі. Герб має щитоподібну форму, фон щита світло-зелений, він означає поля, ліси району. На верхній частині щита, яка умовно відображає історичне минуле, зображені вежі фортеці, обрамлені пергаментним листом з написом «Ямпіль». У центрі герба — вінок із золотих колосків, посередині якого цукровий буряк білого кольору з зеленими листям, який одягнена на шестерню. Ці елементи — характеристика діяльності району у радянські часи.
У 2000-х роках було оголошено конкурс на новий макет герба Ямполя. На нього подали три проєкти, переміг макет, розроблений ямпільським ювеліром Едуардом Костюком. Герб затвердили на геральдичній експертизі у Львові, однак міська рада Ямполя офіційно і не погодила його. У новому варіанті герба використовувалося три кольори: зелений, синій і блакитний. Вони символізують поля, воду й небо. Вежа, зображена в центрі герба — символ минулого, коли Ямпіль був великим повітовим містом. Торгове судно — нагадування про те, що в минулому Дністер був судноплавним. Вінок із колосків пшениці й винограду — символ багатства краю. Рельєф міста у гербі відтворений обрисами Білої гори. На ній колись нічого не росло, а її білі схили можна було побачити з будь-якої точки міста.

### День міста
День міста почали відзначати 24 серпня з 1985 року, коли Ямпіль отримав цей статус (до того він вважався селищем міського типу). У 2004 році на сесії депутати міськвиконкому проголосували за те, щоб розмежувати святкування Дня міста та Дня Незалежності України — річницю Ямполя перенесли на 19 вересня. 2005 року дата знову змінилася — на 22 травня. Наступні п'ять років День міста відзначали у першу неділю червня, з 2013 — у другу неділю вересня. 2016 року дату святкування вкотре змінили — перенесли на 14 серпня.

### Декомунізація

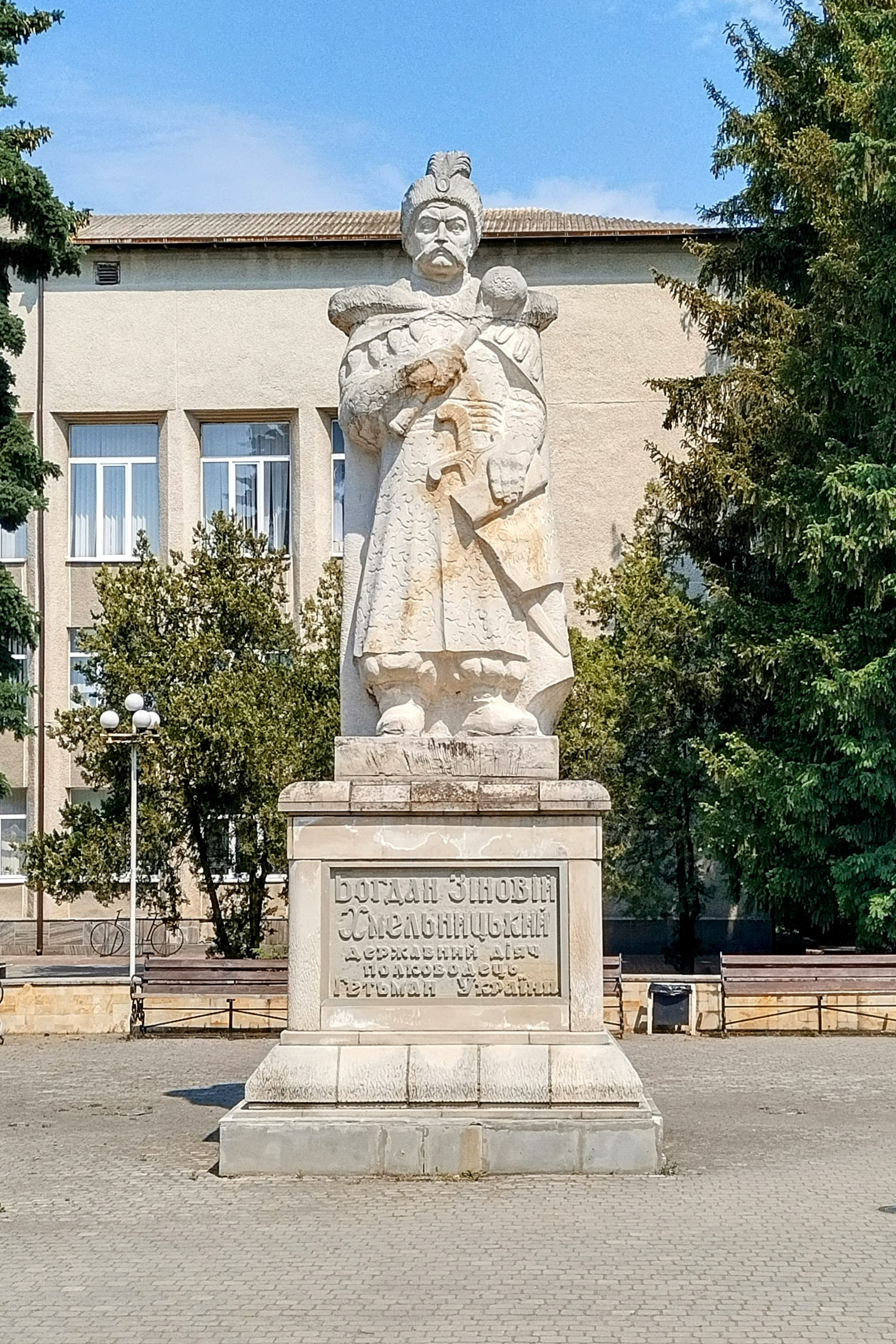
Пам'ятник Богдану Хмельницькому

Пам'ятник Леніну, який стояв у центрі міста поряд з будівлею районної адміністрації, знесли ще у листопаді 2013 року. Невдовзі на його місці встановили пам'ятник Богдану Хмельницькому. 2016 року офіційно змінили назви 44 зі 103 вулиць міста.

## Населення
Станом 1 січня 2016 року в місті проживало 11376 громадян. З них 4854 — працездатні, 3375 — пенсіонери, діти шкільного віку — 1350, дошкільного — 770. Таких, що працюють у промисловості — 1495 осіб, в освіті — 348, в медицині — 446, в культурі — 45, у сфері побуту — 53. В малому та середньому бізнесі зайнято 375 осіб.

### Національний склад
Розподіл населення за національністю за даними перепису 2001 року:
| Національність  | Відсоток |
| --------------- | -------- |
| українці        | 94,76%   |
| росіяни         | 3,07%    |
| молдовани       | 0,85%    |
| роми            | 0,67%    |
| білоруси        | 0,17%    |
| євреї           | 0,16%    |
| інші/не вказали | 0,32%    |

### Мовний склад
Рідна мова населення за даними перепису 2001 року:
| Мова            | Чисельність, осіб | Доля   |
| --------------- | ----------------- | ------ |
| Українська      | 11 193            | 96,07% |
| Російська       | 361               | 3,10%  |
| Румунська       | 62                | 0,53%  |
| Білоруська      | 10                | 0,09%  |
| Єврейська       | 6                 | 0,05%  |
| Ромська         | 3                 | 0,03%  |
| Гагаузька       | 2                 | 0,02%  |
| Польська        | 2                 | 0,02%  |
| Вірменська      | 1                 | 0,01%  |
| Інші/Не вказали | 11                | 0,08%  |
| Разом           | 11 651            | 100%   |

## Освіта
В місті працює: загальноосвітніх шкіл — 3, дошкільних закладів — 4, позашкільних — 2, музична школа. Станом на 1 січня 2016 року школи відвідують — 1231 учень, дошкільні заклади — 542 дітей.
Більшість випускників шкіл продовжують навчання у Вінниці, найпопулярніші спеціальності 2015-16 років — медицина, юриспруденція, педагогіка. Щороку кілька випускників їдуть на навчання у Польщу, навчання саме там є популярним серед місцевої молоді.

### Перша школа
Єдина школа Ямпільського району, в якій можуть навчатися діти з обмеженими можливостями. Вчителі займаються з ними окремо за узгодженим графіком. Таких учнів 2016 року було семеро, проблеми у них різні: синдром Дауна, ДЦП, вади слуху.

## Інфраструктура

### Житлово-комунальне господарство
Більшість населення живе у приватному секторі. У місті є 30 багатоповерхівок, більшість з яких зосереджені в центрі міста. Першу звели в 1960-х роках на кошти Приладобудівного заводу, на якому у ті часи працювало 800 осіб.
Генеральний план забудови Ямполя, розробили наприкінці 1970-х років. За словами Анатолія Булейко, головного архітектора Ямпільського району 1980—2008 років, відповідно до цього плану до 2025 року мали знести майже усі приватні будинки й замість них звести п'ятиповерхівки.
Постало питання, як виконувати план, якщо житло-комунальної інфраструктури немає: теплопостачання і каналізація відсутні, водопостачання дуже погане. Почали з проєктування каналізації, адже спершу під будинками будували вигріб, куди стікали нечистоти. Невдовзі це призвело до забруднення підземних вод Ямполя. Тому в 1982-83 роках в Ямполі встановили насосні станції, проклали самопливний колектор, запустили біологічні очисні споруди. Профінансував це теж Приладобудівний завод.
З розвалом Радянського Союзу будівництва затихли.

#### ОСББ
1 липня 2016 року завершилася реформа житлово-комунального господарства, метою якої було передати щонайбільше будинків на утримання самим мешканцям. В Ямполі мешканці лише одного двоповерхового будинку на вулиці Соборній 31 вирішили створити ОСББ. Це друге ОСББ у місті. Перше існує з ще 2009 року — у будинку на вулиці Соборній 124. Тоді будинок був у критичному стані. Обласна рада запропонувала відремонтувати його, але за умови, що надалі мешканці самі за нею доглядатимуть. Рештою багатоквартирних будинків міста керує призначений містом управитель, обслуговує — «Ямпіль-комунгосп».

### Утилізація відходів
Збором і вивозом сміття у місті займається державне підприємство «Ямпіль-комунгосп». Всього у місті встановлено стоїть 70 сміттєвих баків, ще 50 — на територіях підприємств, 16 — у приватних господарствах.
Сміття у приватному секторі збирає вантажівка. У неї чотири маршрути, по кожному з них проходить раз на тиждень. Такі послуги прибиральників обходяться в 15 гривень на місяць з кожного дорослого члена родини. Договори на обслуговування укладені з 1500 родинами, хоча приватних будинків у місті більше.
Усе сміття вивозиться на полігон за 13 кілометрів від Ямполя. За нинішніми об'ємами сміття — 6700 м² на рік (або 167 вантажних вагонів), його можна використовувати ще років 20-30. Полігон сертифікований. Там є один штатний працівник, двічі на тиждень сміття перегортають трактором.
У вересні 2016 року місцевий підприємець Володимир Хижняк встановив у місті перші два контейнери для роздільного збору сміття. Їх поставили біля шкіл.

### Водопостачання
Водою місто забезпечує підприємство «Ямпіль-водоканал». Вода подається з восьми свердловин, три з них основні і забезпечують водою більшу частину Ямполя.

## Економіка
- Ямпільський приладобудівний завод
- Ямпільський винний завод
- Ямпільський цукровий завод
- Ямпільський маслозавод
- Ямпільський консервний завод

## Пам'ятки

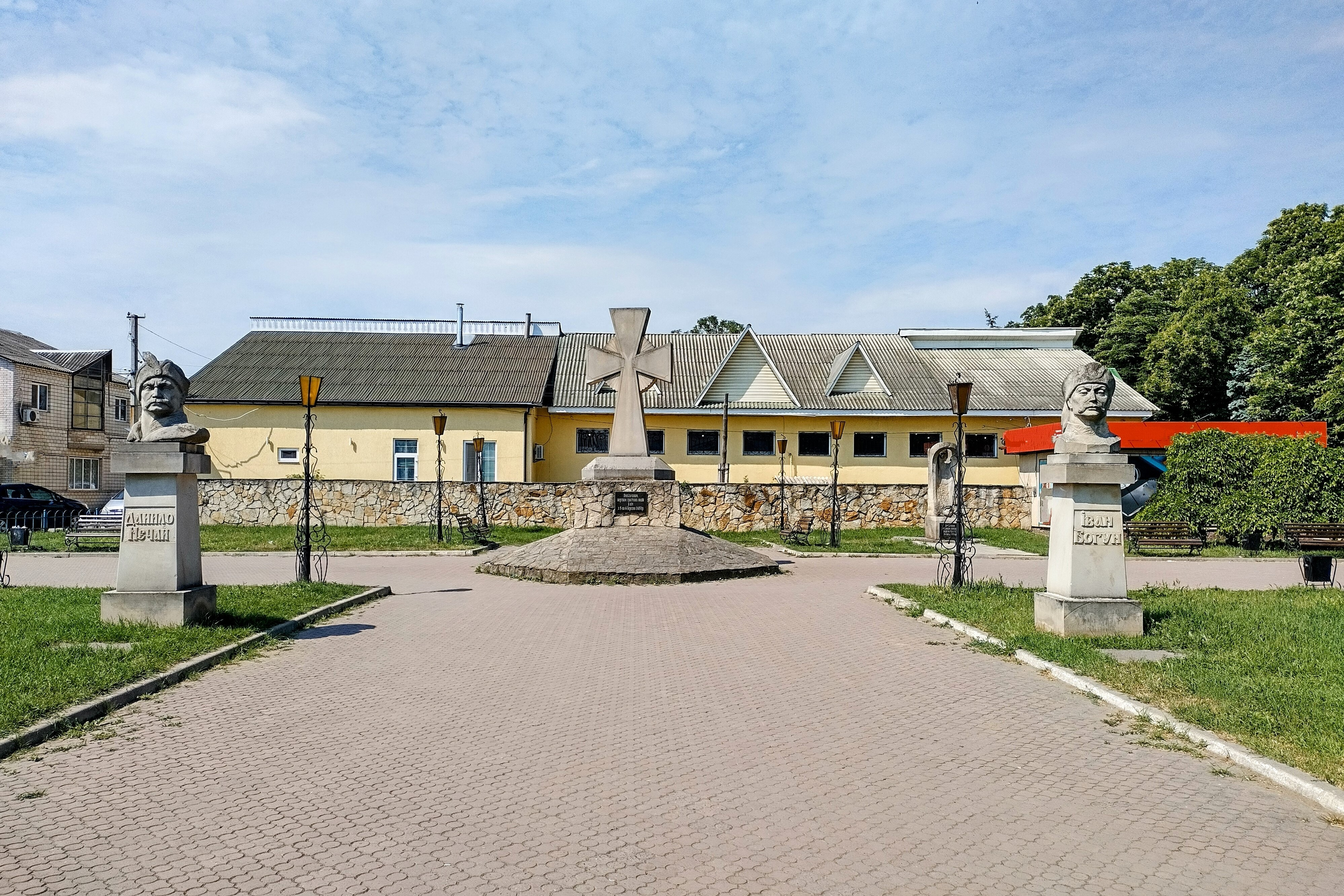
Ямпільські шари — геологічна пам'ятка природи місцевого значення.   - Пам'ятний хрест ямпільчанам, жертвам трагічних подій в ніч з 5 на 6 березня 1651 р.
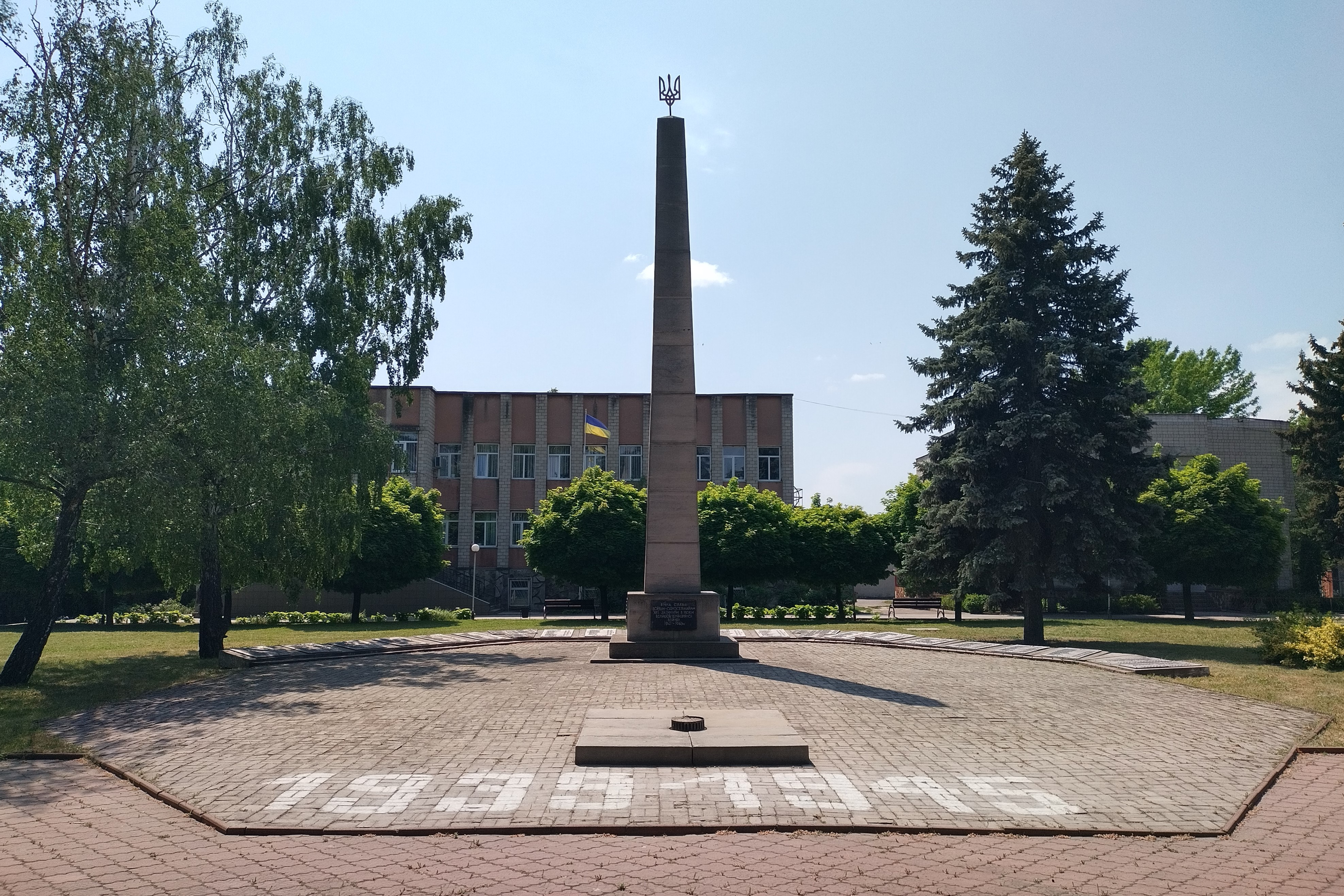
Військовий меморіал 1939-1945 років
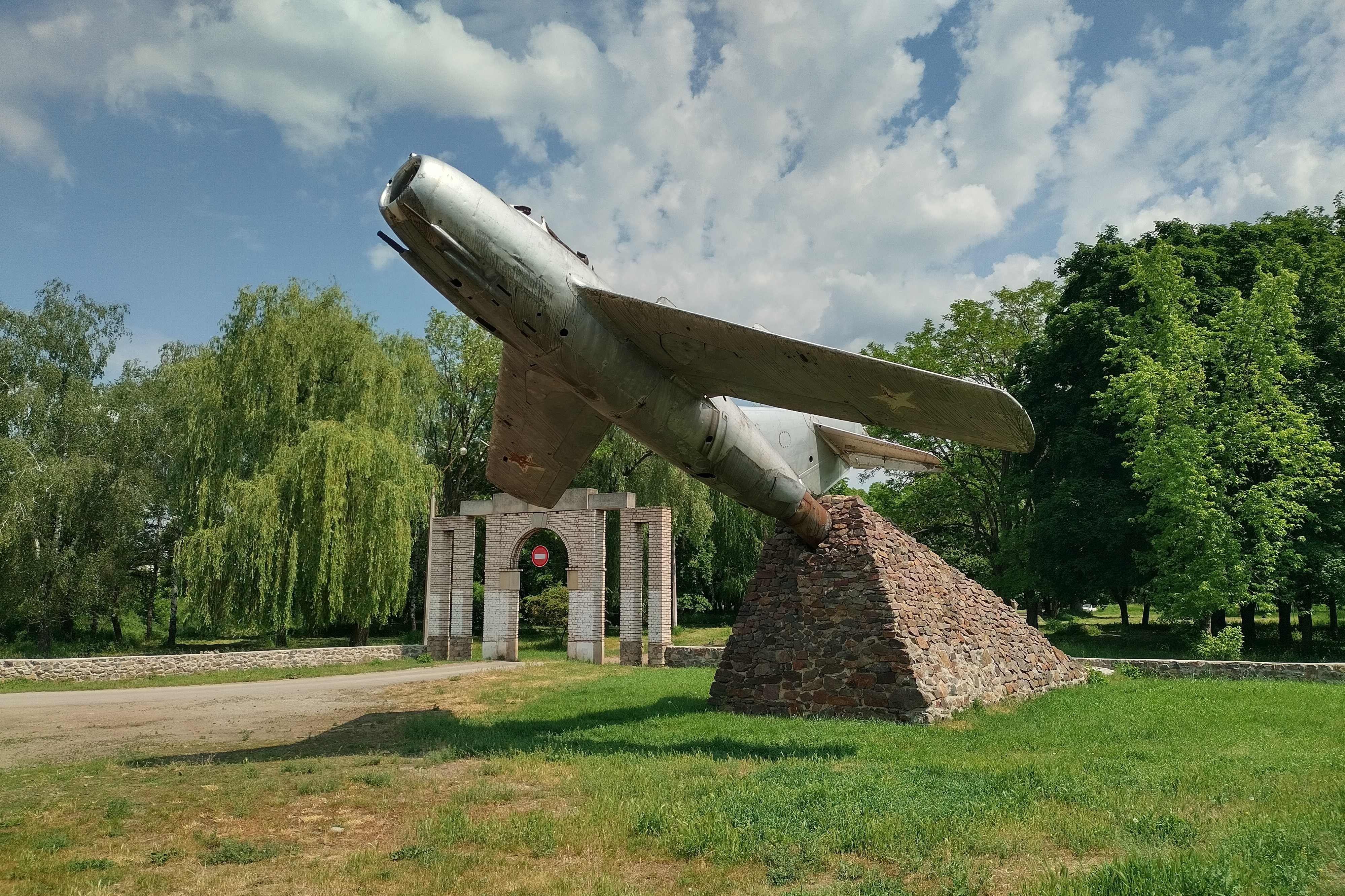
Літак МіГ-15 біля міського парку культури та відпочинку
  - Військовий меморіал 1939-1945 років
  - Літак МіГ-15 біля міського парку культури та відпочинку

## Державний кордон

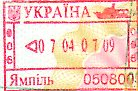
Штамп міжнародного поромного пункту пропуску «Ямпіль»

На іншому березі Дністра — територія Молдови. В Ямполі діє міжнародний поромний пункт пропуску через державний кордон Ямпіль — Косеуць. Працює до 17.00. Найбільший потік людей — у п'ятницю в першій половині дня: тоді до Ямполя на ринок з'їжджаються молдовани.

### Міст Ямпіль—Косеуць
Про міст через Дністер говорять ще з 1990-х, але проєкт досі не реалізований. ЄС зацікавлений у його побудові, адже міст скоротить відстань між Прибалтикою і Балканами майже на 400 кілометрів.
Ще 2013 року проєкт мосту презентували в Брюсселі. За основу взяли проєкт, який розробила чеська фірми Valbek. Вона пропонувала зробити чотири автосмуги в районі села Ульянівка, що за два кілометри від Ямполя. Попередня вартість робіт — 60 мільйонів доларів. Три європейські фірми готові були братися за його будівництво власним коштом. Але після початку війни в Україні проєкт відклали.
12 січня 2021 року на брифінгу після переговорів з президентом Молдови Маєю Санду, Президент України Володимир Зеленський озвучив плани по будівництву прикордонного мостового переходу через річку Дністер. 5 серпня 2021 року голова Вінницької обласної ради В'ячеслав Соколовий повідомив про початок будівництва мосту Ямпіль-Косеуць. Довжина мостової переправи становитиме 1,3 км, максимальна висота опор буде більшою за стандартну дев’ятиповерхівку. На будівництві мосту будуть використані 9 тис. тон металевих конструкцій, 16 тис. м³ монолітного залізобетону. Також паралельно іде ремонт автошляхів Р08, Т 0202 та Т 0240. Відкриття відновленої дороги Р08 заплановане до Дня Незалежності України 2021-го року.
У грудні 2022 року було заявлено, що Україна та Молдова зведуть автомобільний міст через Дністер. Угоду про будівництво планують укласти до середини 2023 року. Найбільш імовірно йдеться про будівництво мосту в районі міста Ямпіль, роботи по якому були повністю зупиненні після початку російського вторгнення в Україну.
Після реалізації мосту стає актуальним будівництво об'їзної дороги в обхід міста Ямпіль, наприклад від села Русава, бо станом нині[коли?] автошлях Р08 проходить через центр міста. Подібна ситуація була в місті Рені, через значну кількість вантажних авто, що їздили містом до митного пункту, але жителі добилися будівництва об'їзної.

## Міста-побратими
| Місто      | Країна  | Дата угоди     |
| ---------- | ------- | -------------- |
| Хирлеу     | Румунія | 14 червня 2012 |
| Венерсборг | Швеція  | 2025           |

## Відомі люди
- Апанасенко Василь Миколайович (1974—2022) — молодший сержант ЗСУ, учасник російсько-української війни, загинув поблизу села Котляреве Миколаївської області.[33]
- Івкун Василь Дмитрович (1983—2014) — оператор-навідник БТР, військовослужбовець ЗСУ, учасник російсько-української війни (2014‒н.ч.), загинув у боях під Іловайськом.
- Камінський Сергій Васильович (1975—2014) — майор Збройних сил України, учасник російсько-української війни (2014‒н.ч.).
- Каюмов Олег Ахмедович (1967—2023) — старший сержант Збройних сил України, учасник російсько-української війни.
- Кирган Віктор Леонідович (1990—2022) — старший лейтенант ЗСУ, учасник російсько-української війни. Командир розвідувального взводу. Загинув поблизу села Степова Долина Миколаївської області.
- Мар'янович Борис Станіславович (1982—2015) — солдат Збройних сил України, учасник російсько-української війни (2014‒н.ч.).
- Вітковський Олександр Савич[34] (1886—1945?) — учасник Визвольних змагань (1919—1920), український громадський діяч в Китаю (1932—1945)
- Танкопій Іван Олексійович (1902—1943) — Герой Радянського Союзу.
- Печенюк Олександр (1923 по сьогоднішній день) — Старший танкіст герой радянського союзу.
- Шаманек Альфред (1883—1920) — полковник УГА, начальник Генерального штабу (булави) Української Галицької Армії.

## Цікаві факти
- У місті є один під'їзд, розмальований самими мешканцями. Знаходиться у центрі, в будинку на вулиці Свободи, 91[35].
- Місцевий ювелір Едуард Костюк створив макет Ямполя у пропорціях 1:3300, тобто 3 сантиметри дорівнюють 1 кілометру. На його створення пішло 9 місяців. Карти рельєфів, доріг і річок знайшов в інтернеті. Рельєф набирав із тонких пластинок пінопласту за кресленням німецьких карт, а населені пункти і поля наносив зі знімків з космосу від Google Maps. Макет дуже деталізований. Якщо придивитись, на ньому можна знайти переправу, водонапірну вежу і будинок лісника[8].
- Будівництва мосту через річку Дністер біля Ямполя має декілька безуспішних спроб. Так, архівні документи свідчать, що перша спроба будівництва мосту між Ямполем і Косеуцами, була здійснена ще у 1903 році. Але далі проєкту справа не пішла. Вдруге до цього питання повернулись у 1940-му. Тоді почалося будівництво переходу Ямпіль - Ґирбова, однак Друга світова війна змінила плани містобудівників. Втретє у 2010 році  Харківський науково-дослідний інститут розробив проєктну пропозицію, згідно з якою вартість мосту разом з під’їзними шляхами мала складати 190 мільйонів гривень. Будівництво теж не вдалося розпочати через агресію Росії у 2014 році.

## Галерея

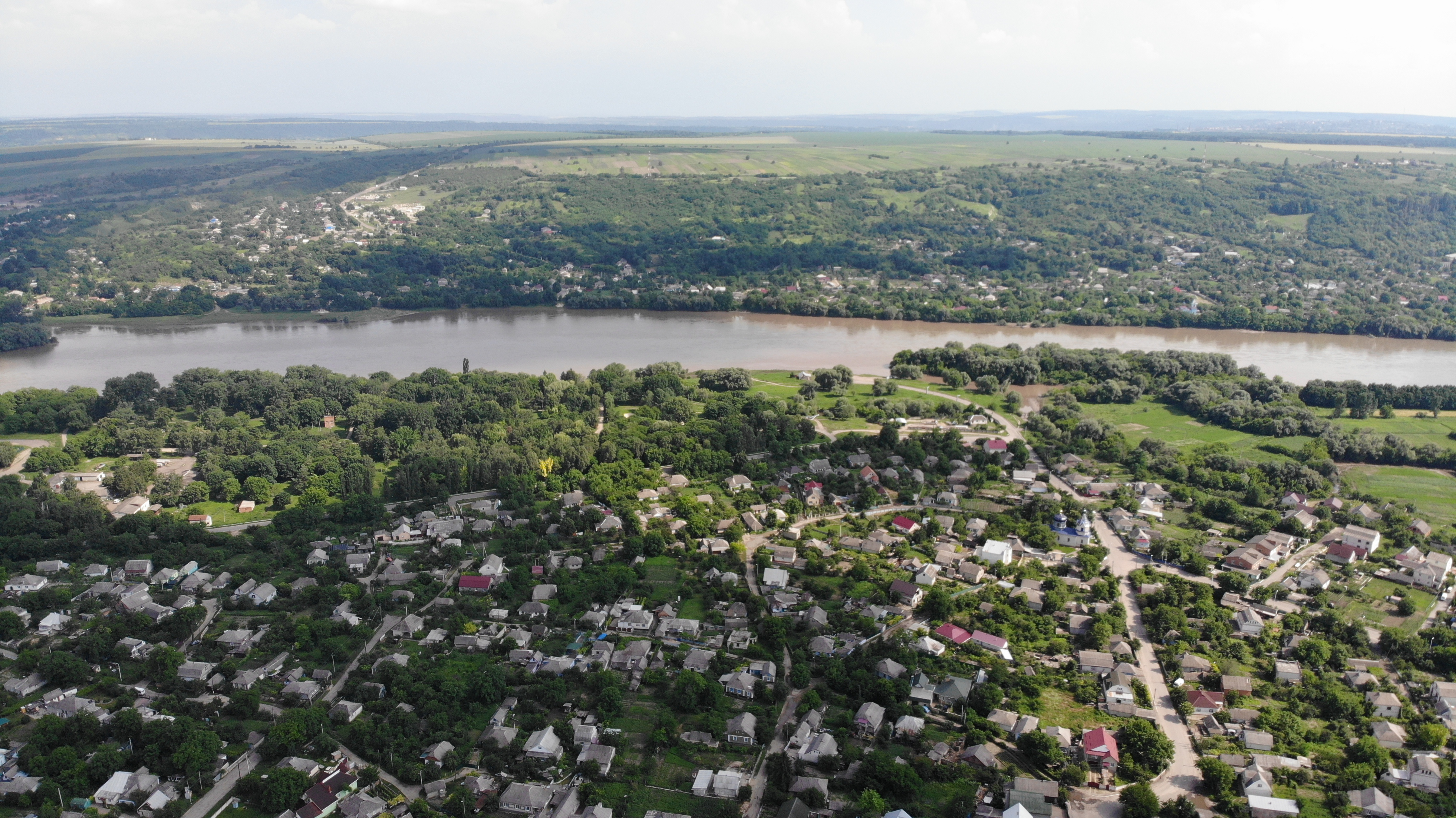
Аерофото міста Ямпіль
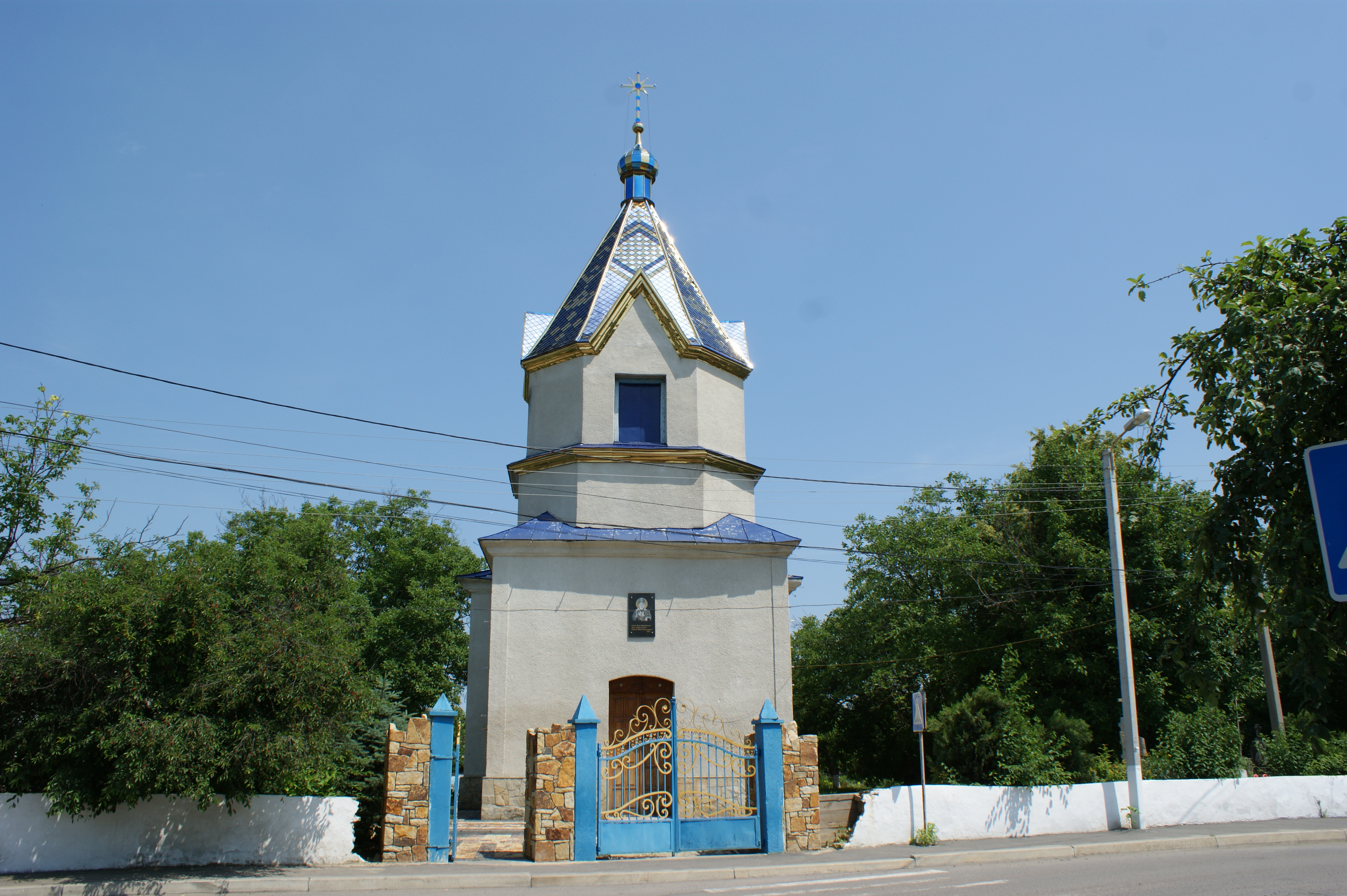
Миколаївська церква
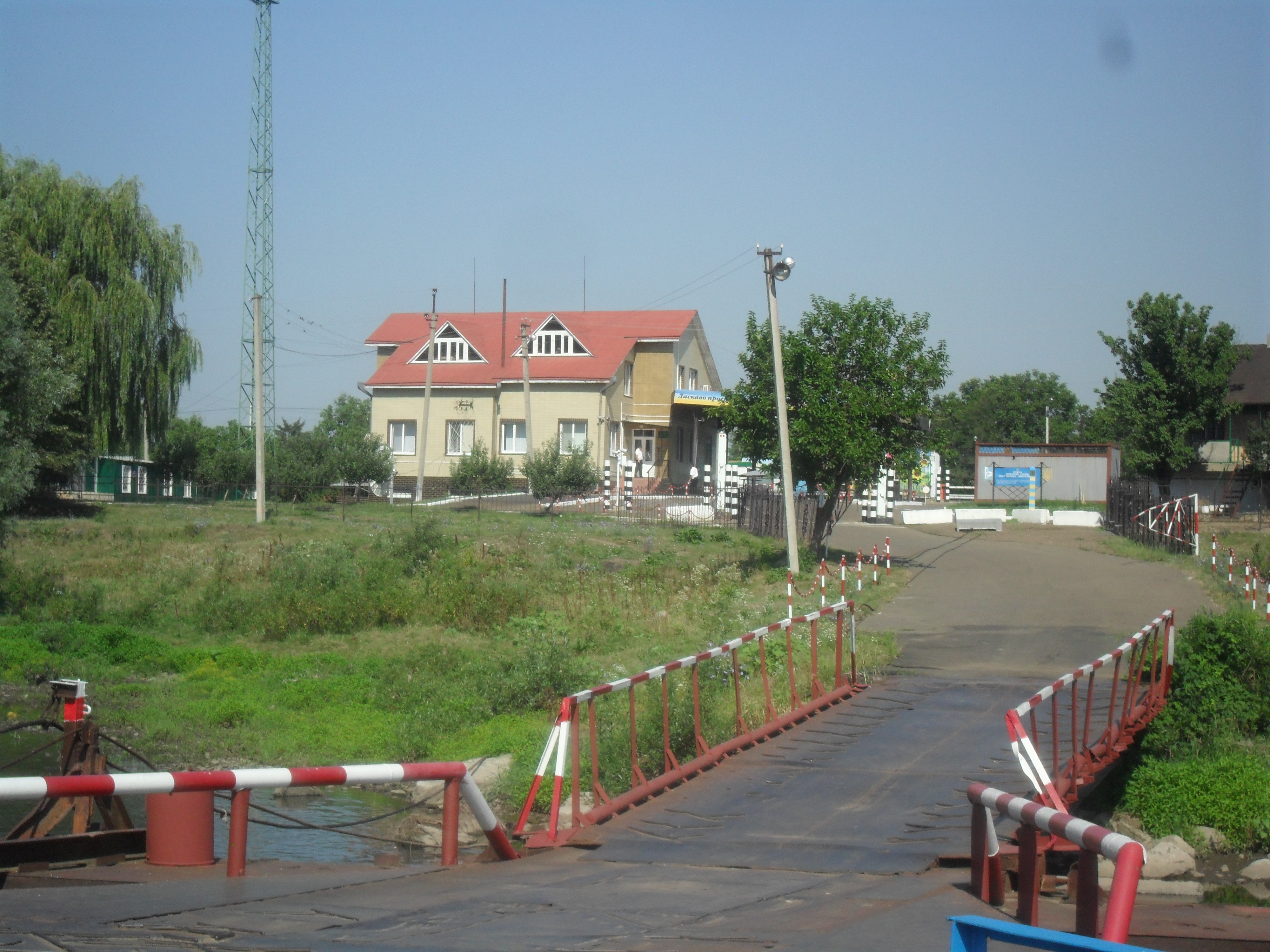
Міжнародний поромний пункт пропуску "Ямпіль"
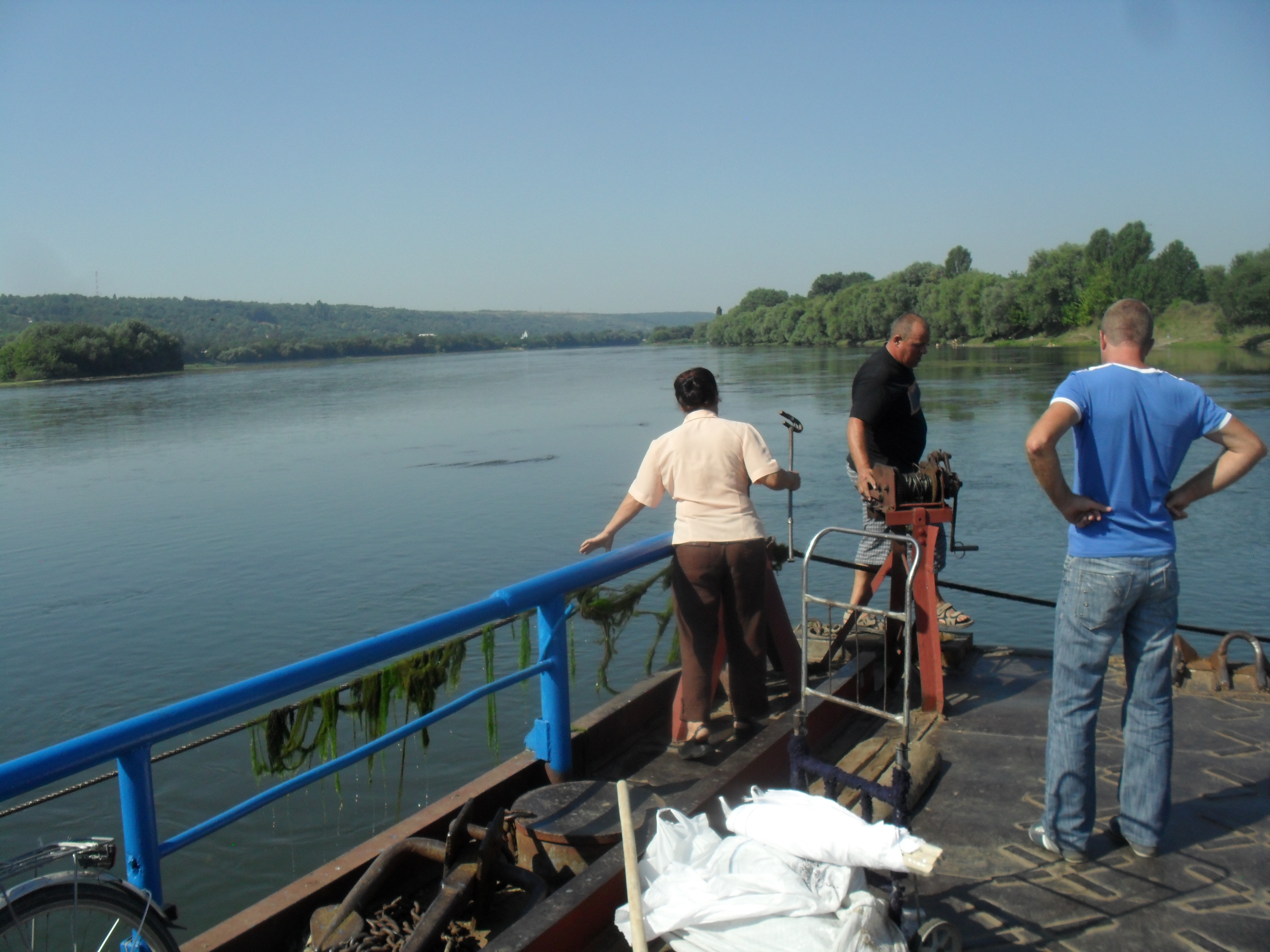
На паромній переправі Ямпіль-Косеуць
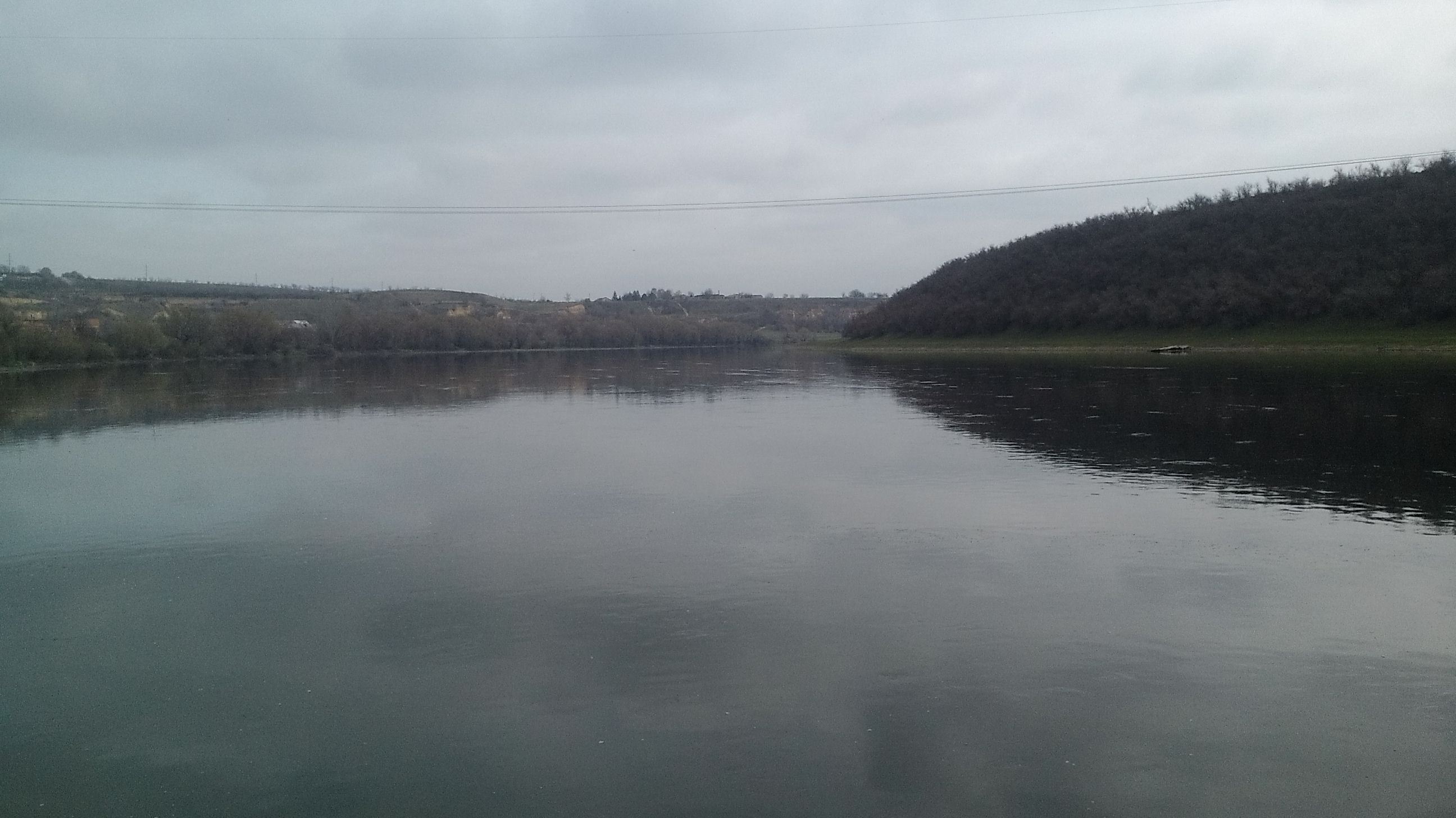
Дністер з порому Ямпіль-Косеуць
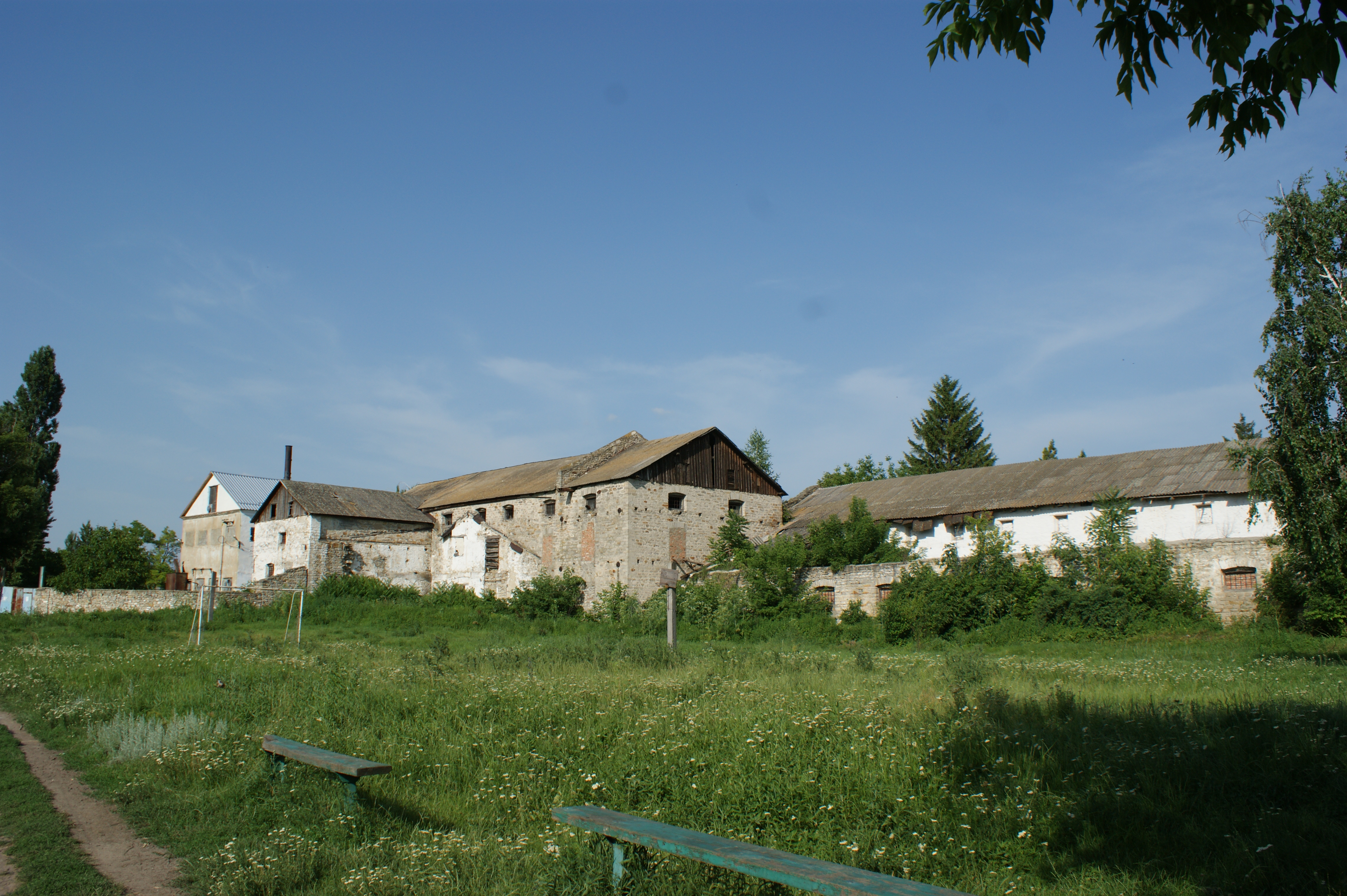
Старий млин
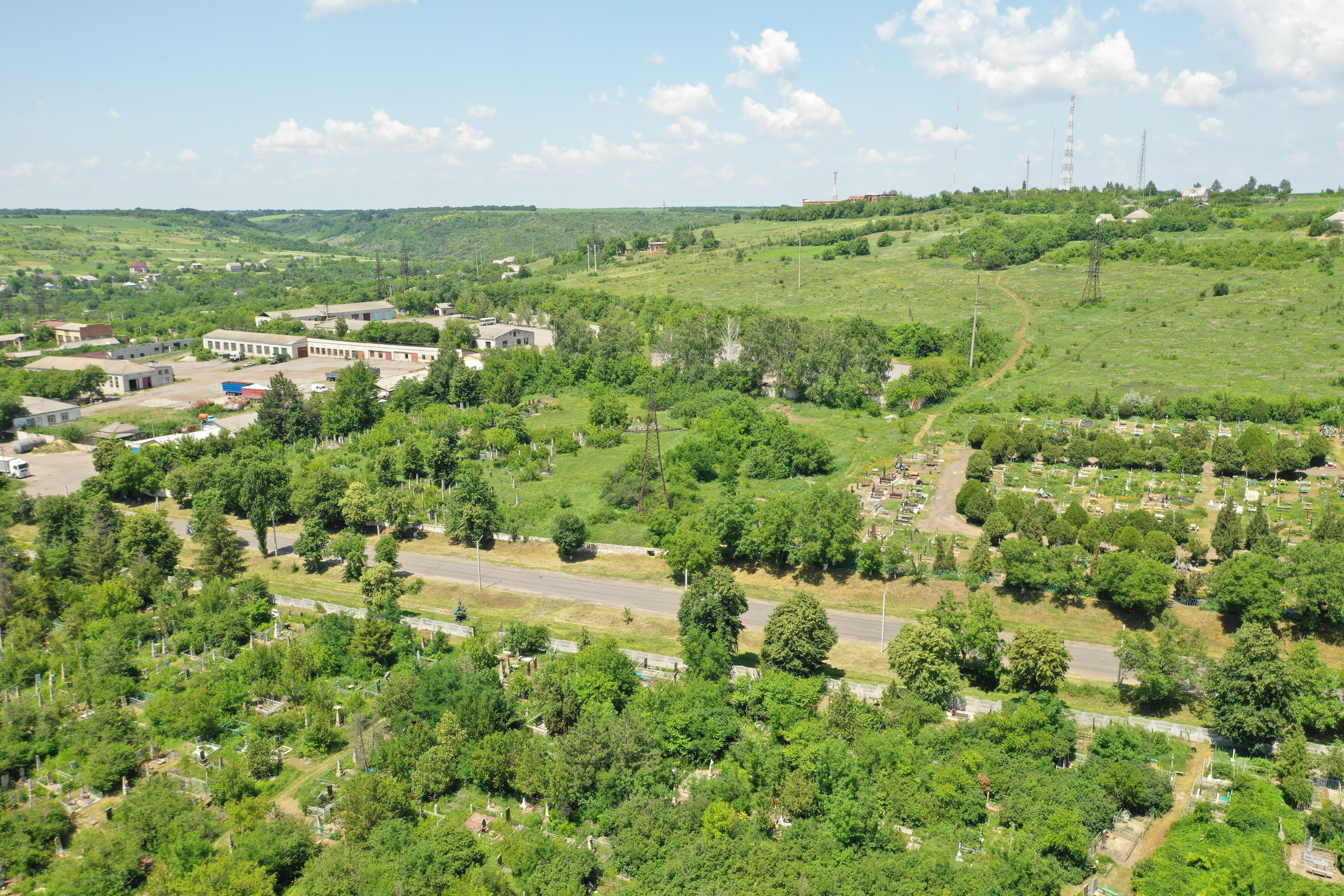
Околиця
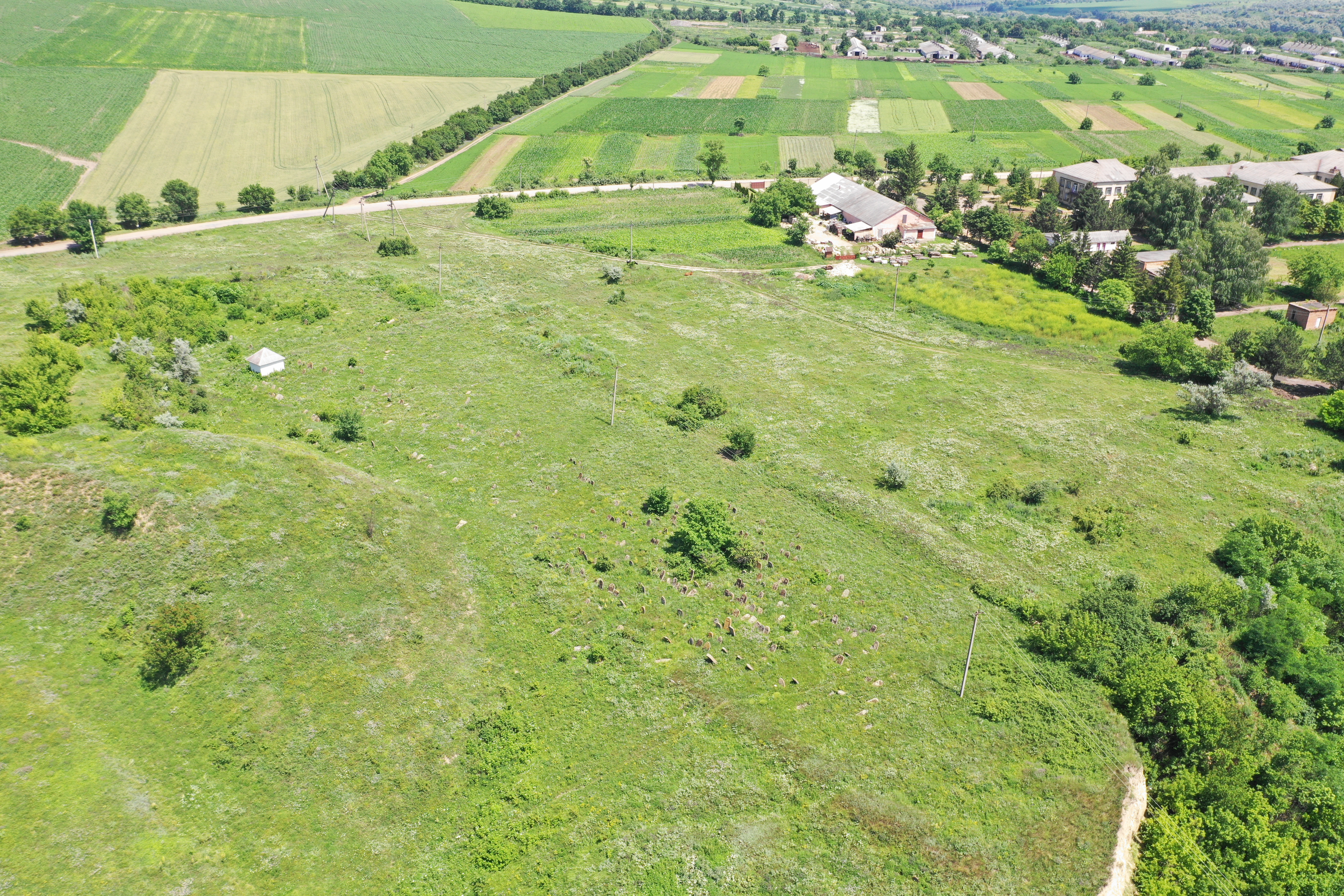
Аерофото єврейське кладовище ХІХ ст.
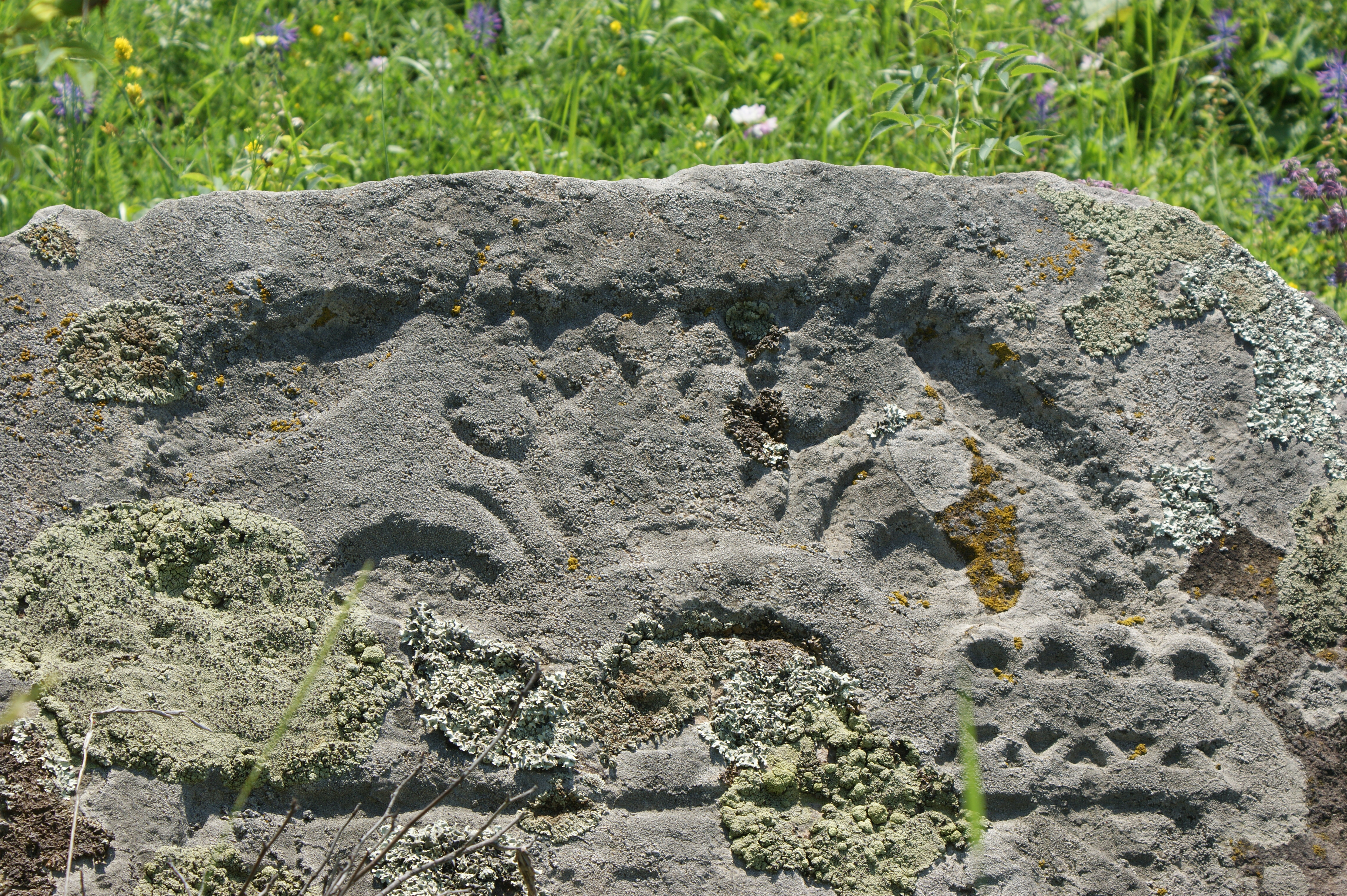
Єврейське кладовище ХІХ ст.
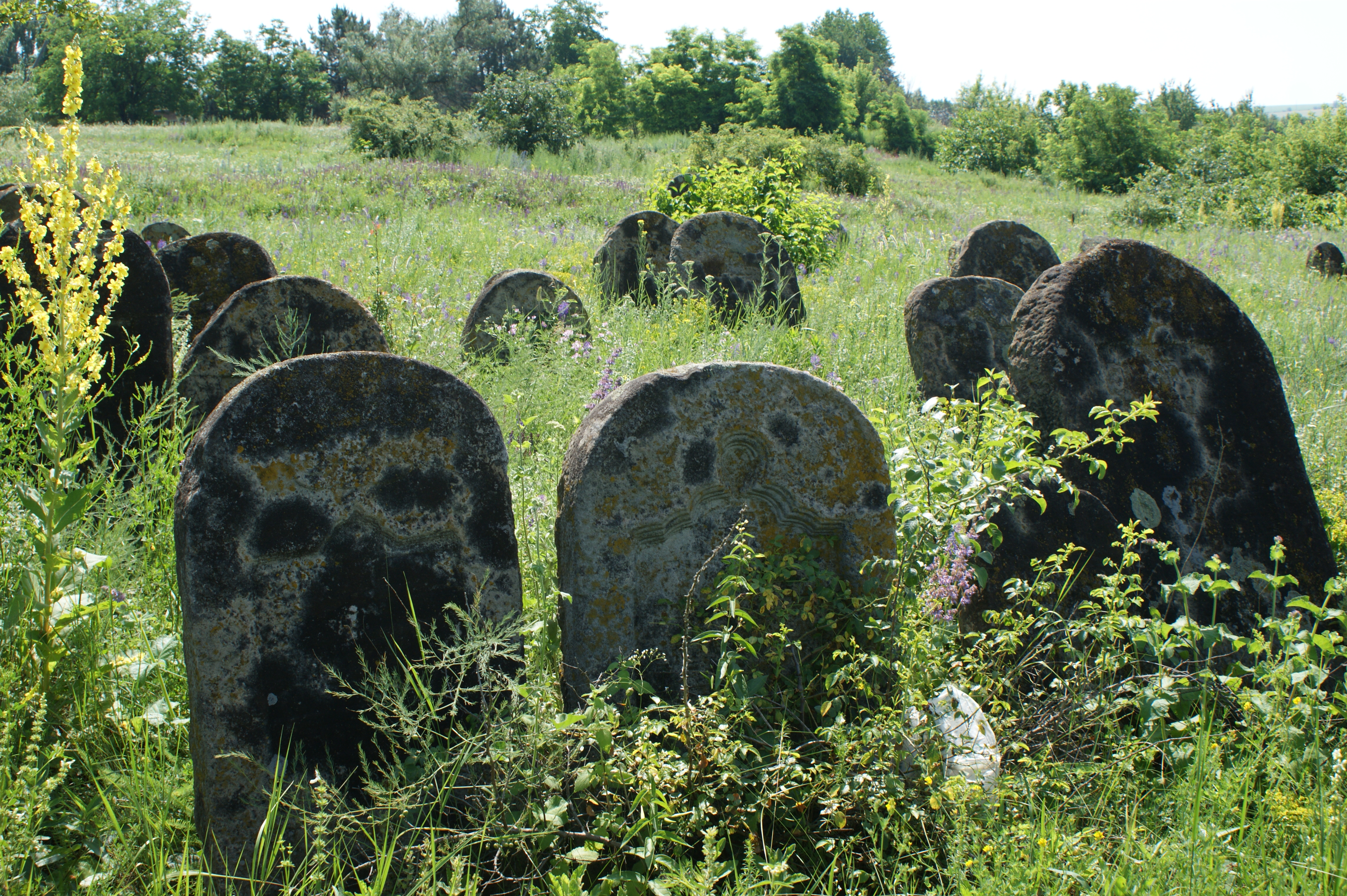
Єврейське кладовище ХІХ ст.
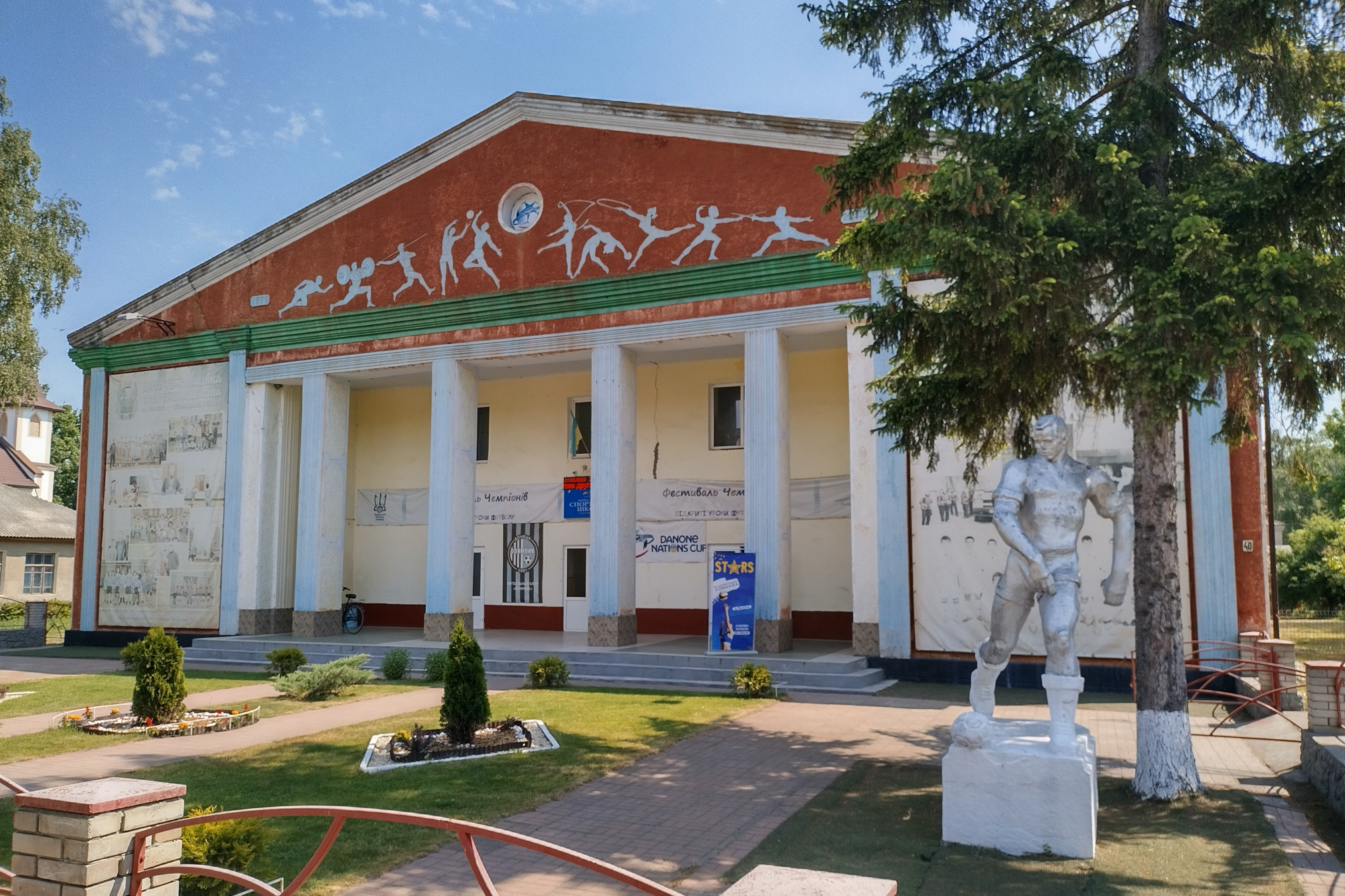
Спорткомплекс
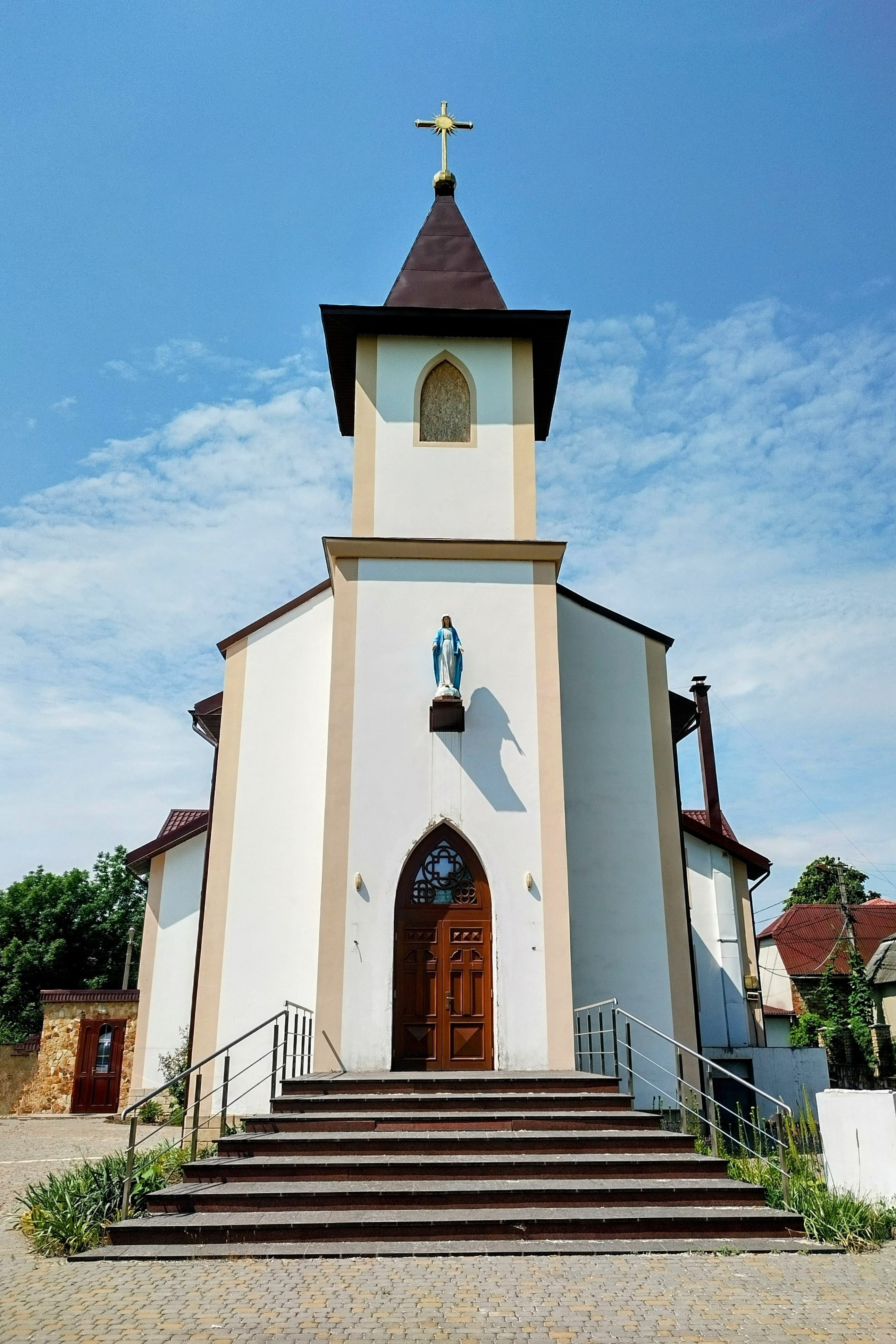
Костел
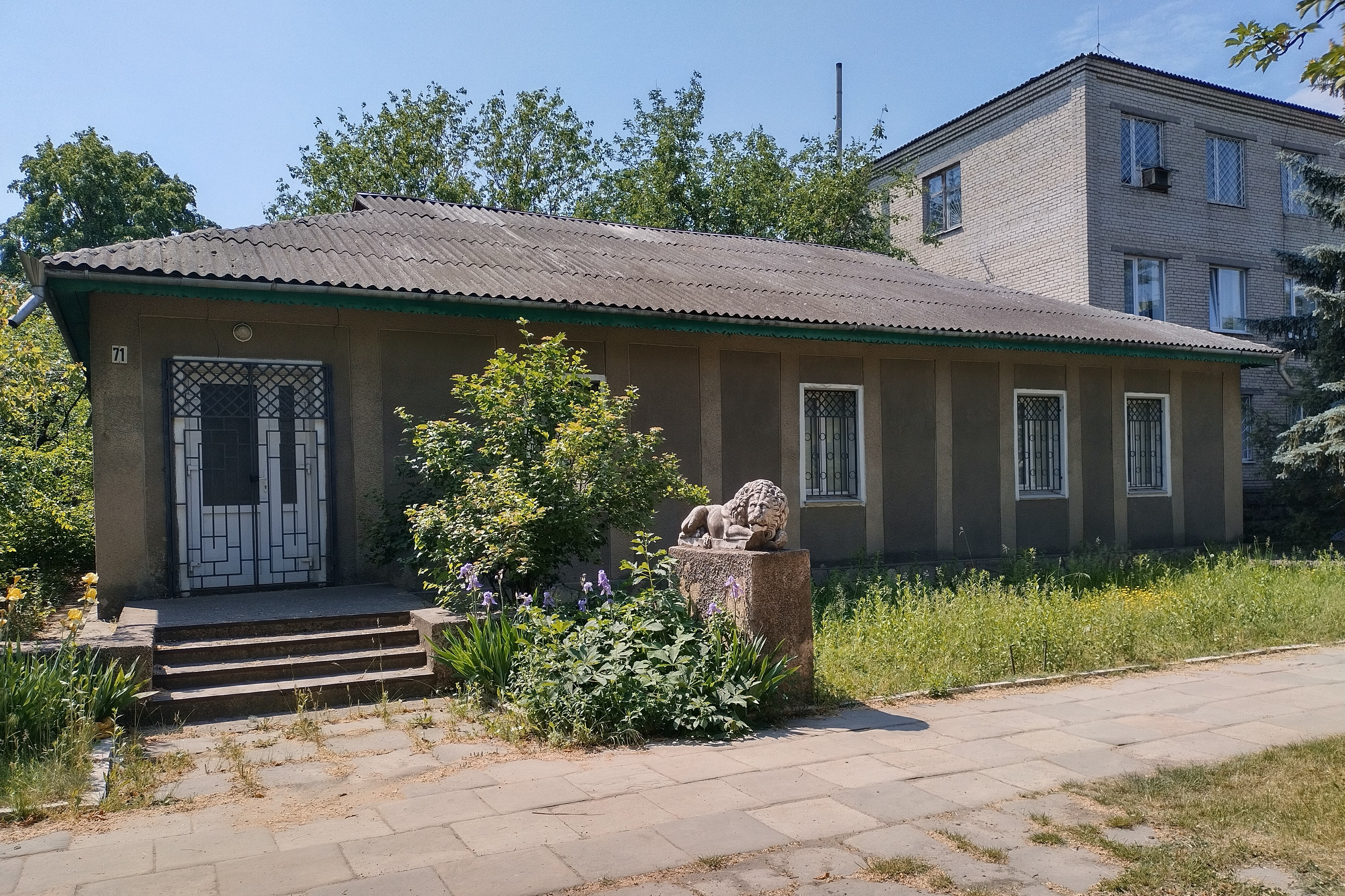
Краєзнавчий музей